# Boys in Brown
Pour plus de détails, voir Fiche technique et Distribution.
Boys in Brown est un film britannique réalisé par Montgomery Tully, sorti en 1949.

## Synopsis
Jackie Knowles est condamné à trois ans après avoir participé à une tentative de cambriolage. Le gouverneur du centre pour jeunes délinquants s'adresse aux nouveaux arrivants en leur disant que son travail est de les transformer en citoyens décents. Jackie rencontre Alfie Rawlins, qui lui parle de la routine et de la solitude, mais Jackie repousse ses tentatives de lier amitié. Casey, un autre détenu, est amené devant le gouverneur et se plaint que le travail qu'il fait est mal payé et inutile.
Pendant ce temps, Jackie a rencontré Bill Foster, avec qui il parle des filles et de leur vie à l'extérieur. Bill est sur le point d'être libéré et le gouverneur lui parle de sa vie familiale, lui recommandant de vivre dans une auberge de jeunesse à cause de l'alcoolisme de sa mère adoptive. Il demande à Bill s'il veut que sa vraie mère soit retrouvée, mais Bill s'y oppose. Jackie demande à Bill d'appeler sa mère et Kitty, sa petite amie, pour voir comment elles vont.
"Sparrow" Thompson planifie une tentative d'évasion, mais ils ont besoin de la mère de quelqu'un pour leur fournir une couverture. Ils pensent que Mme Knowles est peut-être idéale, mais Jackie n'y sera pour rien. Bill va voir Mme Knowles et rencontre Kitty. Il sort avec la jeune fille. Il lui parle de la vie pénitentiaire et elle lui parle de sa relation avec Jackie. Le gouverneur apprend qu'un Bill désespéré a perdu son emploi à l'usine et va voir la vraie mère de Bill. Mme Smith refuse d'avoir quoi que ce soit à voir avec lui, car son mari ne sait pas qu'elle a eu un enfant illégitime. Pendant ce temps, Bill admet à Kitty qu'il est tombé amoureux d'elle.
Six des garçons (Alfie, Sparrow, Casey, Walker, Barker et Bates) planifient l'évasion. Jackie réaffirme qu'il ne veut pas en faire partie. Une bagarre éclate, interrompue par le retour de Bill : il a été repris et leur parle de ses échecs à l'extérieur. Un plan d'évasion est conçu qui exige le vol d'une combinaison de l'un des agents. Ils tirent au sort, et Alfie truque le tirage pour que Jackie soit choisi. Jackie dit à Alfie en privé qu'il ne veut toujours pas participer. Alfie lui montre une photo signée de Kitty qu'il a trouvée cachée dans les affaires de Bill. Désespéré, Jackie change d'avis.
Au cours d'une revue de concert où six fugitifs jouent une scène de "Jules César", Jackie tente de s'éclipser, mais rencontre Kitty dans les coulisses, et est froid et distant avec elle. Il atteint finalement la chambre de l'officier Knight, mais est interrompu à la fois par un téléphone et par l'arrivée de Knight. Jackie se cache derrière l'armoire mais, découvert, il frappe Knight sur la tête avec une lampe de table avant de s'enfuir. Les garçons grimpent par-dessus le mur. Sparrow met le costume de Knight et se rend au village voisin. Pendant que les autres attendent, Bill remet à Jackie la photo de Kitty : elle lui était destinée depuis le début comme cadeau d'anniversaire.
L'alarme retentit et le gouverneur est informé que le crâne de Knight a été fracturé. Les garçons sont capturés de nouveau et font face à une possible accusation de meurtre. Le gouverneur les interroge et Alfie et Jackie lui font des aveux contradictoires. Knight se rétablit complètement. Kitty rend visite au gouverneur et demande à voir Jackie, lui assurant qu'il n'était pas comme ça avant son incarcération. Le gouverneur accepte, en contournant le règlement. Jackie lui explique tout, et elle dit qu'elle l'attendra.
Le gouverneur réfléchit à son travail : non seulement séparer le bon grain de l'ivraie, mais aussi déterminer ce qui a fait que l'ivraie est devenue comme ça.

## Fiche technique
- Titre original : Boys in Brown
- Réalisation : Montgomery Tully
- Scénario : Montgomery Tully, d'après la pièce de Reginald Beckwith
- Direction artistique : Roy Oxley
- Décors : Vernon Dixon
- Costumes : Yvonne Caffin
- Photographie : Gordon Lang, Cyril Bristow
- Son : C.C. Stevens
- Montage : James Needs
- Musique : Doreen Carwithen
- Production : Antony Darnborough
- Production associée : Alfred Roome
- Société de production : Gainsborough Pictures
- Société de distribution : General Film Distributors
- Pays d'origine :  Royaume-Uni
- Langue originale : anglais
- Format : Noir et blanc — 35 mm — 1,37:1 — son mono
- Genre : drame
- Durée : 85 minutes
- Dates de sortie : Royaume-Uni : décembre 1949

## Distribution
- Jack Warner : le gouverneur
- Richard Attenborough : Jackie Knowles
- Dirk Bogarde : Alfie Rawlins
- Jimmy Hanley : Bill Foster
- Barbara Murray : Kitty Hurst
- Patrick Holt : Tigson
- Andrew Crawford : Casey
- Thora Hird : Mme Knowles
- Graham Payn : Plato Cartwright
- Michael Medwin : "Sparrow"
- John Blythe : "Bossy"
- Alfie Bass : Basher
- Stanley Escane : Bert
- Robert Desmond : Spud
- Marten Tiffen : Dusty
- Frederick Leister : le juge